# 或る検事の遺書
『或る検事の遺書』（あるけんじのいしょ）は、1927年（昭和2年）に小栗虫太郎が、織田清七のペンネームで発表した短編小説であり、彼の処女作である。雑誌『探偵趣味』の10月号に掲載された。

## 概要
「織田清七」名義で、「探偵趣味の会」の機関誌『探偵趣味』の第3年第10号（第24輯、1927年10月号）に掲載された。
小栗自身は、執筆のいきさつについて次のように記している。
小栗の生前には単行本には再録されず、1970年（昭和45年）9月に桃源社より発行された短編集『絶景万国博覧会』に初めて収録された。島崎博は、同書の解説で「恐らく、翌十一月号の作品評で不評だったことが、虫太郎自身を第二作「完全犯罪」を処女作といわしめたのだろう」としている。

## あらすじ
高利貸しで肺結核患者の木元吉次が、自宅で変死体として発見された。捜査にあたった森田検事は、自身も木元から金を借りており、前日には木元との間で口論になっていた。森田は、木元の妻の静子と隣家の眼科医・佐藤治三郎の不審な行動に気づき、2人は逮捕される。
佐藤は静子と共謀し、木元が寝ている間に、木元の口の中に注射器で硫酸アトロピンの水溶液を流し込んで殺害したのだった。だが、不審な点があった。木元の胃の中に含まれていたアトロピンはごく少量で、ほとんどが口腔の中に残っていたことと、佐藤が、注射針を口の中に挿入しようとして誤って唇に刺してしまったが、木元は起きる様子がなかった、と証言したことである。つまり、佐藤が殺害を企てたとき、木元はすでに瀕死の状態ではなかったのか? だが2人は有罪を認め、静子は懲役8年の判決を受け獄中で自殺し、佐藤は死刑となった。
佐藤が処刑された直後、友人の昆虫学者・那古のもとを訪れた森田は、木元の死の真相に気づくことになる。